# انتخابات الرئاسة البرازيلية 1978
انتخابات الرئاسة البرازيلية 1978 هي الانتخابات الرئاسية التي جرت في 15 يناير 1978، في البرازيل، لانتخاب رئيس البرازيل، فاز بالانتخابات جواو فيغيريدو.